# Drosophila brevina
Drosophila brevina este o specie de muște din genul Drosophila, familia Drosophilidae, descrisă de Wheeler în anul 1981. Conform Catalogue of Life specia Drosophila brevina nu are subspecii cunoscute.